# 43706 Iphiklos
43706 Iphiklos este o planetă minoră (asteroid), cu un diametru de 14,613 km, din Asteroid troian al lui Jupiter. A fost descoperită pe 29 septembrie 1973 la Observatorul Palomar de Cornelis Johannes van Houten. 
Obiectul prezintă o orbită caracterizată de o semiaxă mare de 5,1854769792079 UAi, o excentricitate de 0,087, o înclinație de 13,5 ° în raport cu ecliptica.